# Нінтавур-20
Грама Ніладхарі Нінтавур-20 (№ 37E) — Грама Ніладхарі підрозділу ОС Нінтавур, округ Ампара, Східна провінція, Шрі-Ланка.

## Демографія
| Населення (2007) | Населення (2007) | Населення (2007) | Населення (2007) | Населення (2007) |
| Населення        | Чоловіки         | Жінки            | Діти             | Дорослі          |
| ---------------- | ---------------- | ---------------- | ---------------- | ---------------- |
| 460              | 212              | 248              | 153              | 307              |